# 聖文森特 (亞利桑那州)
聖文森特（英語：San Vicente）是位於美國亞利桑那州皮馬縣的一個非建制地區。該地的面積和人口皆未知。

## 地理
聖文森特的座標為32°00′42″N 111°38′13″W / 32.01167°N 111.63694°W，而該地的平均海拔高度為958米（即3143英尺）。